# 動物医薬品検査所
動物医薬品検査所（どうぶついやくひんけんさじょ、英語: National Veterinary Assay Laboratory）は、農林水産省の施設等機関の一つ。動物用医薬品が安全かつ有効であり、その役割を確実に果たしうることを確認するために、医薬品の開発、製造、流通および使用の各段階において、審査・検査・指導を実施している。

## 概要
動物用医薬品、医薬部外品、医療機器および再生医療等製品の検査を行うことで、動物衛生と公衆衛生の向上に貢献することを目的とする。その業務内容は、①動物用医薬品等の品質確保、②承認審査、③危機管理対策の充実と食の安全・信頼の確保、④検定・検査技術の向上と国際化対応の４つに大別される。

## 沿革
- 1948（昭和23）年10月 - 家畜衛生試験場（現：農業・食品産業技術総合研究機構 動物衛生研究所）に検定部が設置され、動物用生物学的製剤の国家検定を開始
- 1950（昭和25）年 5月 - 農林省畜産局（現：農林水産省生産局畜産部）に薬事課が設置され、薬事課分室として国家検定業務を継承
- 1956（昭和31）年 3月 - 薬事課の廃止に伴い、一時、衛生課分室となる
- 1956（昭和31）年 6月 - 動物医薬品検査所として独立
- 1959（昭和34）年 4月 - 現在地（国分寺市）に庁舎新築・移転
- 1961（昭和36）年 2月 - 薬事法が施行され、同法に基づき検査業務等を実施
- 2007（平成19）年 4月 - 動物用医薬品等の承認審査及びその関連業務が、消費・安全局畜水産安全管理課から移管される
- 2010（平成22）年 4月 - 検査部を11検査室から5領域へ再編整備
- 2025（令和7）年  - 茨城県つくば市へ移転[3]

## 組織
- 企画連絡室
  - 企画調整課
  - 審査調整課
  - 技術指導課
  - 検定検査品質保証科
- 庶務課

- 会計課

- 検査第一部
  - ウイルス学的検査第１領域
  - ウイルス学的検査第２領域
  - 細菌学的検査領域
  - 免疫・病理学的検査領域

- 検査第二部
  - 品質検査領域
  - 安全性検査第１領域
  - 安全性検査第２領域